# Perfect Stranger (Magnetic Man)
Perfect Stranger è un brano musicale del gruppo dubstep inglese Magnetic Man, estratto il 3 ottobre 2010 come secondo singolo dal loro album di debutto Magnetic Man e promosso dall'etichetta discografica Columbia.
La traccia è un duetto con la cantante Katy B, che l'ha inclusa nel suo album di debutto, intitolato On a Mission.
Il singolo è entrato alla sedicesima posizione della classifica britannica, nella quale è rimasto per sei settimane consecutive. È entrato in classifica anche in Belgio, non riuscendo tuttavia ad entrare nelle prime cinquanta posizioni.

## Tracce
Download digitale
1. Perfect Stranger - 5:58
2. Perfect Stranger (Benga Remix) - 4:40
3. Perfect Stranger (Steve Angello Remix) - 6:42

## Classifiche
| Classifica (2010) | Posizione massima |
| ----------------- | ----------------- |
| Belgio (Fiandre)  | 63                |
| Belgio (Vallonia) | 78                |
| Regno Unito       | 16                |